# 2007年6月逝世人物列表
2007年逝世人物列表：1月 - 2月 - 3月 - 4月 - 5月 - 6月 - 7月 - 8月 - 9月 - 10月 - 11月 - 12月
2007年6月逝世人物列表，是用於匯總2007年6月期間逝世人物的列表。

## 依日期排序

### 1日
- 沃伦·安德森（Warren M. Anderson），91歲，美國立法者，紐約州參議院臨時議長和多數黨領袖（1973-1989）。[1]
- 揚·貝內斯，71歲，捷克作家、翻譯、公關人員和編劇，自殺。[2]
- Kasma Booty，75歲，馬來西亞女演員，肺炎。[3]
- 約翰·吉爾摩爵士，94歲，英國保守黨東法夫議員（1961-1979）和法夫中尉（1980-1987）。[4]
- 查理斯·詹森（Charles Johnson），58歲，美國籃球運動員，癌症。[5]
- 查理斯·金吉德（Charles Kinkead），93歲，牙買加攝影記者，中風。[6]
- 帕梅拉·洛（Pamela Low），79歲，美國調味師，為Cap'n Crunch設計了塗層。[7]
- Marly de Oliveira，71歲，巴西詩人，Prêmio Jabuti獎獲得者（1998年），多器官衰竭。[8]
- Arn Shein，78歲，美國體育作家。[9]
- 戴夫·斯莫利（Dave Smalley），72歲，美國海軍學院男子和女子籃球隊的美國教練，癌症併發症。[10]
- 托尼·湯普森（Tony Thompson），31歲，R&B樂隊Hi-Five的美國主唱，有毒吸入氟利昂。[11]

### 2日
- 桑迪·巴爾（Sandy Barr），69歲，美國職業摔跤手，心臟病發作。[12]
- 查理斯·埃文斯（Charles Evans），81歲，美國商人和電影製片人（Showgirls），肺炎併發症。[13]
- 馬里恩·法蘭西斯·福斯特（Marion Francis Forst），96歲，美國最年長的羅馬天主教主教。[14]
- 史蒂夫·吉利亞德（Steve Gilliard），42歲，美國博主，心腎衰竭。[15]
- 羽田健太郎，58歲，日本鋼琴家、作曲家和編曲家，肝癌。[16]
- 沃爾夫岡·希爾比格（Wolfgang Hilbig），65歲，德國作家和詩人。[17]
- 黄菊，68歲，中國國務院副總理，政治局常委，上海市前市長。[18][19]
- 馬丁·邁耶森（Martin Meyerson），84歲，美國學者，賓夕法尼亞大學校長（1971-1982）和加州大學伯克利分校校長。[20]
- 約翰·莫里亞蒂（John Moriarty），69歲，愛爾蘭詩人和哲學家，癌症。[21]

### 3日
- 理查·阿蒂波（Richard Attipoe），50歲，多哥體育部長，直升機墜毀。[22]
- 伊萬·達瓦斯（Ivan Darvas），82歲，匈牙利演員。[23]
- 拉希德·甘尼（Ragheed Ganni），35歲，伊拉克迦勒底天主教神父，被槍殺。[24]
- 厄爾·霍根（Earl Hogan），87歲，美國政治家，美國印第安那州眾議員（1959-1961）。[25]
- 詹姆斯·亞瑟·凱爾西（James Arthur Kelsey），54歲，北密歇根州聖公會教區的美國主教，車禍。[26]
- 納爾遜·利維（Nelson Levy），58歲，大溪地航空公司（Air Tahiti Nui）的創始負責人，法屬波利尼西亞旅遊業的領軍人物，心臟病發作。[27]
- 倫納德·內森（Leonard Nathan），82歲，美國詩人，國家圖書獎提名人，加州大學伯克利分校修辭學教授，阿爾茨海默病。[28]
- 胡安·安東尼奧·阿格列斯·里烏斯（Juan Antonio Arguelles Rius），28歲，西班牙詞曲作者和程式師，交通事故。[29]

### 4日
- 克萊特·博耶（Clete Boyer），70歲，美國棒球運動員（紐約洋基隊，亞特蘭大勇士隊）和教練，中風。[30]
- 湯姆·伯恩斯（Tom Burns），75歲，澳大利亞政治家，前昆士蘭州反對黨領袖，副總理和澳大利亞工黨全國主席。[31]
- 珍妮·坎貝爾夫人，78歲，英國記者和貴族。[32]
- 吉姆·克拉克（Jim Clark），84歲，阿拉巴馬州達拉斯縣的美國警長，他反對塞爾瑪的投票權，中風和心臟病。[33]
- 哈莉·福特（Hallie Ford），102歲，美國木材企業家和慈善家。[34]
- Bill France Jr.，74歲，NASCAR美國首席執行官（1972-2003），癌症。[35]
- 華萊士·麥金托什（Wallace McIntosh），87歲，英國二戰氣槍手。[36]
- 索蒂裡斯·穆斯塔卡斯（SotirisMoustakas），67歲，希族塞人演員，癌症。[37]
- 弗雷迪·斯科特（Freddie Scott），74歲，美國歌手（“Hey Girl”），心臟病發作。[38]
- 克雷格·湯瑪斯（Craig L. Thomas），74歲，自1995年以來來自懷俄明州的美國參議員，白血病。[39]

### 5日
- 山姆·貝克（Sam Baker），76歲，美式橄欖球運動員，糖尿病併發症。[40]
- Gert-Jan Dröge，64歲，荷蘭電視名人，肺癌。[41]
- Povel Ramel，85歲，瑞典藝術家、歌手、鋼琴家、喜劇演員、演員、作家。[42]
- Jean Vollum，80歲，美國慈善家，泰克創始人霍華德·沃倫（Howard Vollum）的遺孀，充血性心力衰竭。[43]

### 6日
- 莉拉·艾琳·克萊里季斯（Lila Irene Clerides），85歲，印度出生的塞普勒斯女演員和社交名媛，第一夫人（1974年，1993—2003年）。[44]
- 托尼·德桑蒂斯（Tony De Santis），93歲，德魯里巷劇院（Drury Lane Theatre）的美國老闆，癌症。[45]
- 恩里克·富恩特斯·金塔纳，82歲，西班牙經濟學家和政治家，副總理（1977-1979）。[46]
- 拉裡·哈姆林（Larry Hamlin），58歲，美國戲劇製作人，全國黑人戲劇節創始人。[47]
- 戴夫·漢考克（Dave Hancock），68歲，英國足球運動員。[48]
- 盧克·塞拉，64歲，巴布亞紐幾內亞記者，《巴布亞紐幾內亞郵報信使》編輯（1978-2000）。[49]
- 扎基亞·扎基（Zakia Zaki），35歲，阿富汗和平電臺主任，被槍殺。[50]

### 7日
- 吉伯特·古德（Gilbert Gude），84歲，美國馬里蘭州眾議員（1967-1977），心力衰竭。[51]
- Michael Hamburger，83歲，德國出生的英國詩人、翻譯家、評論家。[52]
- 薩哈爾·海德里（Sahar Hussein al-Haideri），44歲，伊拉克記者，被槍殺。[53]

### 8日
- 馬丁·巴克馬斯特，第三代巴克馬斯特子爵，86歲，英國外交官。[54]
- 觀世榮夫，79歲，日本能樂演員兼導演，腸癌。[55]
- Nellie Lutcher，94歲，美國爵士歌手和鋼琴家，肺炎。[56]
- 肯尼·奧爾森（Kenny Olsson），30歲，瑞典賽車手，撞車。[57]
- 亞丁·阿卜杜勒·奧斯曼，99歲，索馬里政治家，索馬里第一任總統（1960-1967）。[58]
- 琳恩·蘭德爾（Lynne Randell），57歲，澳大利亞歌手（“Ciao Baby”），顯然是自殺。[59]
- 理查德·罗蒂（Richard Rorty），75歲，美國哲學家，胰腺癌。[60]

### 9日
- 弗蘭基·亞伯納西（Frankie Abernathy），25歲，《真實世界：聖地牙哥》的美國演員，囊性纖維化。[61]
- 鲁道夫·阿恩海姆（Rudolf Arnheim），102歲，德國出生的美國作家、心理學家、電影和視覺藝術理論家。[62]
- 洛恩·卡爾（Lorne Carr），96歲，加拿大冰球運動員（紐約遊騎兵隊，多倫多楓葉隊）。[63]
- Eddie Crush，90歲，英國板球運動員（肯特）（1946-1949）。[64][65]
- 比爾·埃利斯（Bill Ellis），87歲，英國板球運動員（諾丁漢郡）。[66]
- 柯克福德的尤因男爵哈裡·尤因（Harry Ewing , Baron Ewing of Kirkford），76歲，英國工黨政治家，癌症。[67]
- 羅伯·古德（Rob Goode），80歲，華盛頓紅皮隊的美式足球運動員。[68]
- Achieng Oneko，87歲，肯亞自由鬥士和政治家，心臟病發作。[69][70]
- 奧斯曼·森貝納（Ousmane Sembène），84歲，塞內加爾電影導演、製片人和作家，長期患病。[71]
- 文子正，110歲，中國出生的俄羅斯東正教高級神職人員。[72]
- 倫納德·威廉姆斯（Leonard E. H. Williams），87歲，英國二戰噴火戰鬥機飛行員和商人。[73]

### 10日
- August H. Auer Jr.，67歲，美國出生的紐西蘭大氣科學家和氣象學家，心臟病發作。[74]
- George Burrarrawanga，50歲，澳大利亞歌手（Warumpi樂隊）。[75]
- 傑夫·厄蘭格（Jeff Erlanger），36歲，美國殘疾人權利活動家，窒息。[76]
- 查理·哈珀（Charley Harper），84歲，美國野生動物藝術家，肺炎。[77]
- 吉姆·基林斯沃思（Jim Killingsworth），83歲，美國大學籃球教練（愛達荷州，奧克拉荷馬州，TCU），中風併發症。[78]
- 勞倫斯·曼庫索（Laurence Mancuso），72歲，美國新斯凱特僧侶協會（Monks of New Skete）的創始住持，因跌倒而受傷。[79]
- 約翰·奧斯塔謝克（John Ostashek），71歲，加拿大育空地區黨領袖（1992—1999年）和育空地區政府領導人（1992—1996年），癌症。[80][81]
- Parviz Varjavand，73歲，伊朗考古學家，心力衰竭。[82]

### 11日
- 鮑比·比頓（Bobby Beaton），94歲，加拿大冰球運動員，職業拳擊手和拳擊裁判。[83]
- Eamonn Coleman，59歲，北愛爾蘭蓋爾足球教練（Derry GAA），非霍奇金淋巴瘤。[84]
- Vern Hoscheit，85歲，美國職業棒球大聯盟牛棚教練。[85]
- 雷·米爾斯（Ray Mears），80歲，田納西大學志願者隊的美國籃球教練（1963-1977）。[86]
- 馬拉·鮑爾斯（Mala Powers），75歲，美國電影女演員（Cyrano de Bergerac，Outrage），白血病。[87]

### 12日
- 唐納德·克蘭西，85歲，美國辛辛那提市長（1957-1960），美國俄亥俄州眾議員（1961-1977），帕金森病。[88]
- 科林·弗萊徹（Colin Fletcher），85歲，美國作家，關於徒步旅行，老年併發症和2001年車禍受傷。[89]
- 蒂托·戈麥斯（TitoGómez），59歲，波多黎各薩爾薩歌手，雷·巴雷托（Ray Barretto）和索諾拉·龐塞尼亞（Sonora Ponceña）樂隊的前成員，心臟病發作。[90]
- 唐·赫伯特（Don Herbert），89歲，美國電視節目主持人（“巫師先生”），骨癌。[91]
- 沃利·赫伯特爵士，72歲，英國極地探險家。[92]
- 吉姆·諾頓（Jim Norton），68歲，美式橄欖球運動員（休斯頓油人隊，1960-1969）。[93]
- 蓋伊·德·羅斯柴爾德（Guy de Rothschild），98歲，法國銀行家，羅斯柴爾德家族成員。[94]
- 弗蘭克·斯卡拉貝洛蒂（Frank Scarrabelotti），109歲，澳大利亞最年長的人。[95]
- 撒母耳·艾薩克·魏斯曼（Samuel Isaac Weissman），94歲，美國化學家，以曼哈頓計劃而聞名。[96]

### 13日
- 傑西·大衛斯（Jessie Davis），26歲，美國謀殺案受害者。[97]
- 瓦利德·埃多（Walid Eido），65歲，黎巴嫩政治家，炸彈。[98]
- 大衛·哈奇爵士（Sir David Hatch），68歲，英國廣播公司（BBC）英國常務董事，喜劇演員（對不起，我會再讀一遍）。[99]
- 奧斯卡·莫拉維茨（Oskar Morawetz），90歲，加拿大古典作曲家。[100]
- 克洛德·内特（Claude Netter），82歲，法國奧運擊劍運動員。[101]
- 內斯托爾·羅西，82歲，阿根廷足球運動員，參加了1958年國際足聯世界盃。[102]
- 約翰·斯坦頓·沃德（John Stanton Ward），89歲，英國藝術家。[103]

### 14日
- 露絲·格雷厄姆（Ruth Graham），87歲，美國作家。[104]
- William LeMessurier，81歲，美國結構工程師，跌倒後手術併發症。[105]
- 約爾根·黑爾（Jørgen Hare），83歲，丹麥奧運射擊運動員。[106]
- 馬丁·麥凱（Martin McKay），70歲，愛爾蘭奧運自行車運動員。[107]
- 羅賓·奧爾茲（Robin Olds），84歲，美國戰鬥機飛行員，心力衰竭。[108]
- 雅克·西蒙內特（Jacques Simonet），43歲，比利時政治家和安德萊赫特市長，心臟病發作。[109]
- 亞歷克斯·湯姆森（Alex Thomson），78歲，英國電影攝影師（《神劍》《異形3》《迷宮》）。[110]
- 拉裡·懷特塞德（Larry Whiteside），69歲，美國棒球記者。[111]
- Peter Ucko，68歲，英國考古學家，糖尿病併發症。[112]
- 库尔特·瓦尔德海姆，88歲，奧地利總統（1986-1992），聯合國秘書長（1972-1981），二戰國防軍軍官，心力衰竭。[113]

### 15日
- 理查·貝爾（Richard Bell），61歲，加拿大鍵盤手（Janis Joplin，樂隊），癌症。[114]
- 貝爾廷·博爾納（Bertin Borna），76歲，貝南政治家，前財政部長。[115]
- 克勞迪婭·科恩（Claudia Cohen），56歲，美國社交名媛和記者，卵巢癌。[116]
- 雨果·科羅，53歲，阿根廷世界拳擊協會和世界拳擊理事會中量級拳擊冠軍（1978-1979）。[117]
- 雪麗·馬特爾（Sherri Martel），49歲，美國職業摔跤手和男僕（WWF，WCW，AWA），意外過量。[118][119]

### 16日
- 羅賓·比爾德（Robin Beard），67歲，田納西州美國眾議員（1973-1983），腦瘤。[120]
- 傑克·杜漢（Jack Doohan），87歲，澳大利亞政治家，新南威爾士州立法委員會成員（1978-1991）。[121]
- 諾曼·哈克曼（Norman Hackerman），95歲，美國德克薩斯大學奧斯丁分校和萊斯大學前校長，心臟病。[122]
- 大阿亞圖拉·法澤爾·蘭卡拉尼，76歲，伊朗宗教領袖。[123]
- 湯米·沃爾什（Thommie Walsh），57歲，美國舞蹈家（A Chorus Line）和托尼獎獲獎編舞家，淋巴瘤。[124]
- Lola Wasserstein，89歲，劇作家Wendy Wasserstein的美國母親，她啟發了她女兒的一些角色。[125]

### 17日
- 賈邁勒·阿卜杜勒·卡里姆·達班（Jamal Abdul Karim al-Dabban），68歲，伊拉克遜尼派宗教領袖，心臟病發作。[126]
- 本·布羅克赫斯特（Ben Brocklehurst），85歲，英國板球運動員和出版商。[127]
- 程十髮，86歲，中國畫家、漫畫家、書法家。[128]
- 安傑洛·費利西（Angelo Felici），87歲，義大利天主教樞機主教，宗座委員會名譽主席。[129]
- Gianfranco Ferré，62歲，義大利時裝設計師，腦溢血。[130]
- Ed Friendly，85歲，美國電視製片人（《草原上的小房子》，《羅文和馬丁的笑聲》），癌症。[131]
- 維利米爾·伊利奇，81歲，南斯拉夫奧運運動員。[132]
- 傑伊·紐曼（Jay Newman），59歲，加拿大哲學家，癌症。[133]
- 何塞·阿比利奧·奧索里奧·蘇亞雷斯，60歲，印尼東帝汶最後一任總督。[134]
- Fred C. Stinson，84歲，加拿大政治家。[135]

### 18日
- 比爾·巴伯（Bill Barber），87歲，美國爵士大號演奏家，曾與邁爾斯·大衛斯（Miles Davis）和約翰·科爾特蘭（John Coltrane）一起演奏，心力衰竭。[136]
- 維爾瑪·埃斯平，77歲，古巴婦女聯合會主席、代理總統勞爾·卡斯特羅的古巴妻子。[137]
- 肯尼斯·佛蘭克林（Kenneth Franklin），84歲，海登天文館的美國天文學家。[138]
- 林同骅，96歲，中國工程師，設計了中國第一架雙引擎飛機，心力衰竭。[139]
- 伯納德·曼寧（Bernard Manning），76歲，英國喜劇演員，腎衰竭。[140]
- Hank Medress，68歲，美國歌手（The Tokens），The Chiffons和Tony Orlando和Dawn的製作人，肺癌。[141]
- 喬治·瑟斯頓（Georges Thurston），55歲，加拿大作家和作曲家，被稱為“Boule Noire”（非洲裔），結直腸癌。[142]
- Cheves Walling，91歲，美國有機化學家。[143]

### 19日
- 安東尼奧·阿吉拉爾（Antonio Aguilar），88歲，墨西哥演員，肺炎。[144]
- 維克托里奧·西斯林斯卡斯，84歲，烏拉圭奧運會銅牌得主（1952年）籃球運動員。[145]
- 湯米·艾特爾（Tommy Eytle），80歲，圭亞那出生的英國演員（EastEnders）和爵士音樂家。[146]
- El Fary，69歲，西班牙歌手，肺癌。[147]
- 特裡·霍普納（Terry Hoeppner），59歲，印第安那大學美式橄欖球教練，腦瘤。[148]
- 安塔納斯·卡羅布利斯（Antanas Karoblis），67歲，立陶宛政治家。[149]
- 皮亞拉·哈布拉（Piara Khabra），82歲，英國工黨議員，1992—2007年。[150]
- Alberto Mijangos，81歲，墨西哥裔美國畫家，淋巴瘤。[151]
- Ze'ev Schiff，74歲，以色列軍事記者，心臟病。[152]
- 克勞斯尤爾根·伍索（Klausjürgen Wussow），78歲，德國演員，長期患病。[153]

### 20日
- 納齊克·馬萊卡（Nazik Al-Malaika），84歲，伊拉克詩人，年老。[154]
- 魯迪·奧蒂奧（Rudy Autio），80歲，美國雕塑家，白血病。[155]
- Shayne Bower，42歲，加拿大職業摔跤手，被稱為“Biff Wellington”，心臟病發作。[156]
- 杰里·弗雷什曼（Jerry Fleishman），85歲，美國籃球運動員（費城勇士隊）。[157]
- 安妮塔·古哈（Anita Guha），印度女演員，心力衰竭。[158]
- J.B. Handelsman，85歲，《紐約客》的美國漫畫家，肺癌。[159]
- 瑪格麗特·赫爾弗蘭（Margaret Helfland），59歲，美國建築師和城市規劃師，結腸癌。[160]
- 特雷弗·亨利（Trevor Henry），105歲，紐西蘭最高法院法官。[161]
- Mamadou Konte，65歲，塞內加爾音樂製作人，Africa Fete音樂節和唱片公司創始人。[162]
- Jim Shoulders，79歲，美國職業牛仔競技名人堂成員，心臟病。[163]

### 21日
- Georg Danzer，60歲，奧地利歌手，肺癌。[164]
- 鲍勃·埃文斯（Bob Evans），89歲，鮑勃·埃文斯（Bob Evans）餐廳的美國創始人，肺炎。[165]
- 道格拉斯·希爾（Douglas Hill），72歲，加拿大作家。[166]
- Peter Liba，67歲，加拿大曼尼托巴省副省長（1999-2004）。[167]
- 卡洛斯·羅梅羅（Carlos Romero），80歲，美國演員（Falcon Crest，Soylent Green，The Professionals）。[168]
- 馬歇爾·舒爾曼（Marshall Shulman），91歲，美國蘇聯學家，在哥倫比亞大學創立了Averell Harriman研究所。[169]
- 瑪麗·艾倫·索爾特（Mary Ellen Solt），86歲，美國詩人和評論家，中風。[170]

### 22日
- Bernd Becher，75歲，德國攝影師，心臟手術併發症。[171]
- 南希·貝努瓦（Nancy Benoit），43歲，美國職業摔跤手兼經理（WCW，ECW），勒死。 [172]
- 埃莉諾·埃默里（Eleanor Emery），88歲，英國外交官，駐博茨瓦納高級專員。[173]
- 盧西亞諾·法布羅（Luciano Fabro），70歲，義大利藝術家和Arte Povera運動的理論家，心臟病發作。[174]
- 萊納爾·吉爾穆林（Lenar Gilmullin），22歲，俄羅斯足球運動員（喀山魯賓足球俱樂部），摩托車事故。[175]
- William L. Hungate，84歲，美國法官，美國眾議員（1964-1977），手術併發症。[176]
- 傑克·歐姆斯頓（Jack Ormston），97歲，英國賽車手。[177]
- Erik Parlevliet，43歲，荷蘭曲棍球運動員，長期患病。[178]
- 蓋伊·范德·賈格特（Guy Vander Jagt），75歲，美國密歇根州眾議員（1966-1993），胰腺癌。[179]

### 23日
- 羅德·貝克（Rod Beck），38歲，美國棒球運動員（三藩市巨人隊、波士頓紅襪隊、芝加哥小熊隊）。[180]
- 侯耀文，59歲，中國相聲（相聲）演員，心臟病發作。[181]
- Hans Sennholz，85歲，德國出生的經濟學家。[182]
- 阮正詩，84歲，越南戰爭期間南越南的越南將軍。[183]

### 24日
- 拜倫·貝爾，77歲，美國新澤西州議員（1971-2005），心力衰竭。[184]
- 吉莉安·巴弗斯托克（Gillian Baverstock），75歲，英國小說家，伊妮德·布萊頓（Enid Blyton）的女兒。[185]
- 克里斯·班瓦（Chris Benoit），40歲，加拿大職業摔跤手（WWE，WCW，NJPW），上吊自殺。[186]
- 愛德華·布魯納（Edouard Brunner），75歲，瑞士外交官和聯合國調解人。[187]
- 德里克·杜根（Derek Dougan），69歲，北愛爾蘭足球運動員（北愛爾蘭狼隊）。[188]
- 杰克·弗莱特（Jack Flynt），92歲，美國喬治亞州眾議員（1954-1979）。[189]
- 萊昂·傑克（Léon Jeck），60歲，比利時足球運動員（標準列日，國家隊）。[190]
- 羅伯特·克魯恩（Robert Kroon），82歲，荷蘭記者，胰腺癌。[191]
- 查爾斯·林德伯格（Charles W. Lindberg），86歲，美國最後一位倖存的海軍陸戰隊員，在硫磺島戰役期間在蘇里巴奇山上升起了第一面旗幟。[192]
- Natasja Saad，32歲，丹麥說唱歌手，車禍。[193]
- Joey Sadler，92歲，紐西蘭All Blacks橄欖球聯盟球員。[194][195]
- 喬伊·西蒙森（Joy Simonson），88歲，美國女權主義者，肺炎併發症。[196]
- Biff Wellington，42歲，加拿大職業摔跤手，心臟病發作。[197]
- 莫裡斯·伍德（Maurice Wood），90歲，英國聖公會諾裡奇主教（1971-1985）。[198]

### 25日
- 尤吉斯·布萊凱蒂斯（Jurgis Blekaitis），89歲，立陶宛裔美國詩人和戲劇製作人，患有阿爾茨海默病。[199]
- 阿麗達·博斯哈特（Alida Bosshardt），94歲，荷蘭救世軍的“公眾面孔”。[200]
- 達娜·布倫（Dana Bullen），75歲，美國記者和新聞自由宣導者，癌症。[201]
- 莉莉安·查普伊斯（Liliane Chappuis），51歲，瑞士國民議會議員，心臟病發作。[202]
- J·弗雷德·達克特（J. Fred Duckett），74歲，美國體育播音員和教師，白血病。[203]
- 法薩爾·阿爾·高德（Fasal al Gaood），伊拉克前安巴爾省省長，遜尼派部落酋長，與基地組織結盟，自殺式炸彈受害者。[204]
- Jeeva，43歲，印度導演和電影攝影師。[205]
- Mahasti，60歲，伊朗流行歌手，結腸癌。[206]
- 揚·赫爾曼·林格（Jan Herman Linge），85歲，挪威船艇設計師，索林級和永林級。[207]
- 比爾·莫斯（Bill Moss），76歲，美國福音音樂家（The Celestials），肺氣腫。[208]
- Adrian Mung'andu，84歲，赞比亞天主教盧薩卡大主教（1984-1996）。[209]
- 威廉·奧布萊恩（William O'Brien），77歲，美國政治家，明尼蘇達州審計員（1969-1971）。[210]
- 布倫達·羅恩斯利（Brenda Rawnsley），90歲，英國藝術活動家。[211]
- 保羅·史密斯（Paul Smith），85歲，美國打字機藝術家。[212]

### 26日
- 蒂娜·布羅茲曼（Tina Brozman），54歲，美國破產法院法官，卵巢癌併發症。[213]
- Liz Claiborne，78歲，比利時出生的美國時裝設計師，癌症。[214]
- Jupp Derwall，80歲，西德德國足球教練（1978-1984），心臟病發作。[215]
- Lucien Hervé，96歲，匈牙利出生的法國攝影師，長期患病。[216]
- 鮑比·赫西（Bobby Hussey），67歲，弗吉尼亞理工大學和大衛森學院的美國籃球教練。[217]
- 西婭·金夫人，81歲，英國單簧管演奏家。[218]
- 路易吉·梅內格羅（Luigi Meneghello），85歲，義大利作家和散文家。[219]
- 瑪律科姆·斯萊瑟（Malcolm Slesser），80歲，英國科學家和登山家，在登山時懷疑心臟病發作。[220]
- Tamaiti Willie Star，80歲，瑙魯外交官和政治家。[221]

### 27日
- 派翠克·阿洛蒂，28歲，迦納足球運動員，效力於費耶諾德和迦納。[222]
- 卡里·布萊克本（Kari Blackburn），53歲，英國廣播公司，溺水自殺。[223]
- 威廉·赫特（William Hutt），87歲，加拿大演員，白血病。[224]
- 休·約翰斯（Hugh Johns），83歲，英國獨立電視台（ITV）的英國足球評論員。[225]
- 吉米·馬克斯（Jimmy Marks），62歲，美國羅姆人民權領袖，心臟病發作。[226]
- 阿什拉夫·瑪律萬，62歲，埃及前總統納賽爾的女婿，涉嫌雙重間諜。[227]
- 埃米利奧·奧喬亞（Emilio Ochoa），99歲，古巴人，1940年憲法的最後一位在世簽署人，心臟驟停。[228]
- 魯斯蘭·奧迪熱夫（Ruslan Odizhev），33歲，俄羅斯前關塔那摩灣被拘留者，被員警槍殺。[229]
- 塞拉斯·羅德斯（Silas Rhodes），91歲，美國教育家，視覺藝術學院創始人。[230]
- 德拉古丁·塔迪亞諾維奇，101歲，克羅埃西亞作家。[231]
- 布魯諾·托倫蒂諾（Bruno Tolentino），66歲，巴西詩人，三屆Prêmio Jabuti獎得主（1994年，2000年，2007年），多器官衰竭。[232]

### 28日
- 91歲的美國記者伊內茲·巴斯金（Inez Baskin）報導了蒙哥馬利公共汽車抵制事件。[233]
- Leo Burmester，63歲，美國演員（《深淵》、《基督最後的誘惑》、《完美世界》），白血病。[234]
- Eugene B. Fluckey，93歲，美國潛艇指揮官，在第二次世界大戰期間被授予榮譽勳章。[235]
- 布魯斯·甘迺迪（Bruce R. Kennedy），68歲，美國商人，阿拉斯加航空公司前董事長兼首席執行官，輕型飛機失事。[236]
- 亞伯拉罕·克勞斯納（Abraham Klausner），92歲，美國拉比，大屠殺倖存者的支援者，帕金森病的併發症。[237]
- 宫泽喜一，87歲，日本首相（1991-1993），自然原因。[238]
- 湯瑪斯·穆尼（Thomas K. Mooney），45歲，美國外交官和軍人。[239]
- 中江真司，72歲，日本配音演員和敘述者。[240]
- 豪伊·施耐德（Howie Schneider），77歲，美國漫畫家（Eek和Meek），心臟手術併發症。[241]
- 凱薩琳·特羅（Catherine Troeh），96歲，美國原住民活動家和歷史學家。[242]
- Jess Weiss，90歲，美國麻醉師。[243]
- 莫裡斯·沃爾（Maurice Wohl），90歲，英國房地產開發商和慈善家。[244]

### 29日
- 弗蘭克·伯克（Frank W. Burke），87歲，美國政治家，美國眾議員（1959-1963），路易斯維爾市長（1969-1973）。[245]
- 雷蒙德·道格拉斯（Raymond E. Douglas），58歲，《紐約時報》的美國高管，他説明為《紐約時報》的版面增添了色彩，肺栓塞。[246]
- 約翰·漢斯爾（John Hansl），82歲，克羅埃西亞前集中營看守，2005年美國公民身份被撤銷，充血性心力衰竭。[247]
- Harry Henshel，88歲，美國製表師，寶路華家族的最後一位成員。[248]
- 喬治·麥考克爾（George McCorkle），60歲，馬歇爾·塔克樂隊（The Marshall Tucker Band）的美國吉他手，癌症。[249]
- 弗雷德·薩伯哈根（Fred Saberhagen），77歲，《狂戰士》系列的美國作家，癌症。[250]
- 喬爾·西格爾（Joel Siegel），63歲，美國廣播公司（ABC）《早安美國》（Good Morning America）的美國影評人，結腸癌。[251]
- Alojzij Šuštar，86歲，斯洛維尼亞前盧布爾雅那大主教。[252]
- 楊德昌（Edward Yang），59歲，臺灣電影導演（一一），結腸癌。[253]

### 30日
- 戈特弗里德·馮·俾斯麥（Gottfried von Bismarck），44歲，德國貴族，商人和社交名媛，懷疑海洛因過量。[254]
- 吉姆·科貝特（Jim Corbett），82歲，美國政治家，亞利桑那州圖森市市長（1967-1971），亞利桑那州立法者（1956-1958），心臟病。[255]
- 現年65歲的布魯斯·格林西爾（Bruce Greensill）是澳大利亞橄欖球聯盟的球員和行政人員，代表奧克蘭和悉尼。[256]
- Will Schaefer，78歲，美國作曲家，為《我夢見珍妮》和《打火石》創作背景音樂，癌症。[257]
- 羅伯特·斯威尼（Robert E. Sweeney），82歲，美國政治家，美國俄亥俄州眾議員（1965-1967），心臟病。[258]
- Sahib Singh Verma，64歲，印度德里首席部長（1996-1998），印度人民黨領導人，車禍。[259]
- 諾曼·威廉姆斯（Norman Williams），92歲，澳大利亞二戰空中炮手。[260]